# Nadia Ayoub
 (février 2013).
Si vous disposez d'ouvrages ou d'articles de référence ou si vous connaissez des sites web de qualité traitant du thème abordé ici, merci de compléter l'article en donnant les références utiles à sa vérifiabilité et en les liant à la section « Notes et références ».
Nadia Ayoub (نادية أيوب) est une chanteuse marocaine née en 1962 à Casablanca. 

## Biographie
Nadia Ayoub s'est fait connaître dans les années 1980. Grâce à sa voix, elle a su s'imposer sur la scène nationale et arabe, et être parmi les grandes stars.
Elle prend part à de nombreux festivals et manifestations artistiques. En 1998, son interprétation de Ahwa (« J'aime ») lui vaut le premier prix pour la chanson arabe du Festival du Caire de la chanson et de la musique arabe. Elle obtient aussi le prix de la meilleure voix au festival du Bahrein[réf. nécessaire].
Elle participe à plusieurs émissions TV marocaines et internationales, membre temporaire du jury Studio 2 m un programme de découverte de jeune talent au Maroc, participe activement aux associations marocaines. il a chanté une belle chanson "الله يجعل لمحبة لله " avec le grand chanteur Imad Abdekbir: